# هاردي ألبرايت
هاردي ألبرايت (بالإنجليزية: Hardie Albright)‏ مواليد 16 ديسمبر 1903 في شارلوروا، بنسيلفانيا، الولايات المتحدة - الوفاة 7 ديسمبر 1975 في ميسيون فيجو، الولايات المتحدة، هو ممثل أمريكي بدأ مسيرته الفنية سنة 1931. امتدت مسيرته الفنية لأكثر من 35 عاما.

## الأعمال
- كبرياء اليانكيز
- بامبي

## روابط خارجية
- هاردي ألبرايت على موقع IMDb (الإنجليزية)
- هاردي ألبرايت على موقع ألو سيني (الفرنسية)
- هاردي ألبرايت على موقع أول موفي (الإنجليزية)
- هاردي ألبرايت على موقع قاعدة بيانات برودواي على الإنترنت (الإنجليزية)
- هاردي ألبرايت على موقع قاعدة بيانات الأفلام السويدية (السويدية)
- هاردي ألبرايت على موقع إن إن دي بي (الإنجليزية)
- هاردي ألبرايت على موقع قاعدة بيانات الفيلم (الإنجليزية)
- هاردي ألبرايت على موقع كينوبويسك (الروسية)